# Хейл, Натан
Натан Хейл (англ. Nathan Hale, 6 июня 1755 — 22 сентября 1776) — солдат Континентальной армии во время американской Войны за независимость. 

## Биография

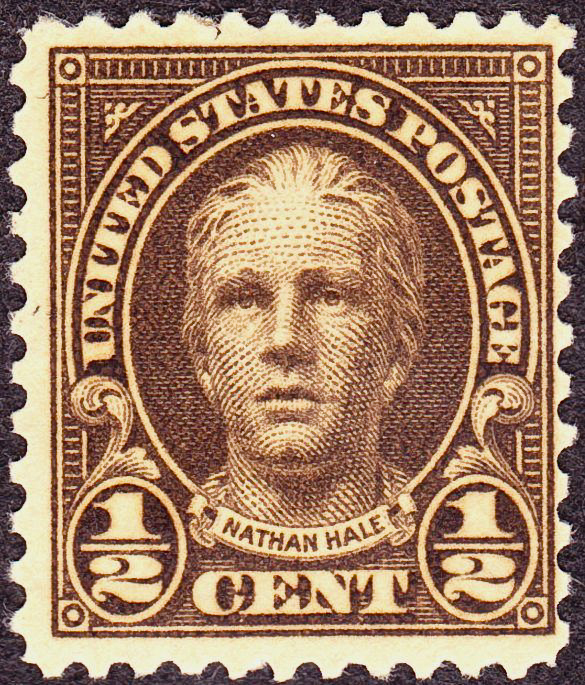
Натан Хейл на почтовой марке США 1925 г.

Натан Хейл родился 6 июня 1755 года в Ковентри, Коннектикут, в семье Ричарда Хейла и Элизабет Хейл (в девичестве Стронг). В возрасте 13 лет (в 1768 году) поступил в Йельский университет, который с отличием закончил в 1773 году, после чего стал школьным учителем.
После начала Войны за независимость в 1775 году Хейл присоединился к ополчению Коннектикута и получил звание первого лейтенанта. Его подразделение участвовало в осаде Бостона, однако нет достоверных сведений относительного того, участвовал ли в нём непосредственно сам Хейл. К началу 1776 года, тем не менее, он уже имел звание капитана.
После победы англичан в битве при Лонг-Айленде и занятия ими Нью-Йорка Хейл оказался единственным добровольцем, который сам вызвался для проведения разведывательной миссии по сбору информации о перемещениях британских войск, невзирая на большую опасность, и был переправлен туда 12 сентября, после чего в течение некоторого времени успешно выполнял свою задачу и даже сумел, находясь во главе небольшой группы партизан-патриотов, угнать шлюпку с продовольствием прямо «из-под носа» военного корабля. Однако 21 сентября он, переодетый в учителя-голландца, был захвачен англичанами в плен; за шпионаж полагалась смертная казнь.
Более всего он известен благодаря своим предположительным последним словам, произнесённым перед казнью через повешение: «Я сожалею лишь о том, что у меня есть всего одна жизнь, чтобы отдать её за мою страну». Существует также легенда, что Хейлу перед казнью не предоставили Библию и священника, несмотря на его просьбы.
В США Хейл с конца XVIII века считается национальным героем и мучеником революции, в 1985 году он был официально объявлен национальным героем штата Коннектикут. Ему воздвигнуто множество памятников (самый известный — в Сити-Холл-парке, Нью-Йорк), в его честь названы различные учебные заведения, военные объекты и так далее.